# Marktkreuz (Inverkeithing)

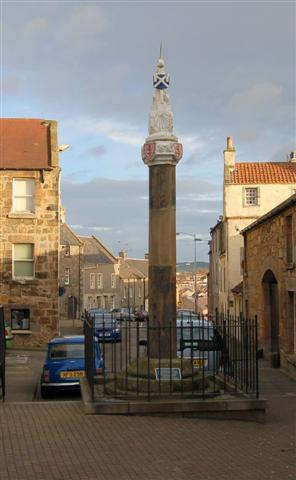
Marktkreuz von Inverkeithing

Das Marktkreuz von Inverkeithing ist ein Marktkreuz in der schottischen Ortschaft Inverkeithing in der Council Area Fife. 1972 wurde das Bauwerk als Einzeldenkmal in die schottischen Denkmallisten in der höchsten Denkmalkategorie A aufgenommen. Eine ehemalige zusätzliche Einstufung als Scheduled Monument wurde 2016 aufgehoben.

## Geschichte
Sowohl Wilhelm der Löwe (1139) als auch Robert III. (1399) zeichneten Urkunden, die Inverkeithing in den Stand eines Burghs setzten. Hiermit verbunden war das Marktrecht, auf welches das Marktkreuz hindeutet. Die ältesten Fragmente des heutigen Marktkreuzes stammen aus dem 16. Jahrhundert. Zunächst an der High Street nahe Fordell’s Lodging positioniert, wurde das Kreuz im Laufe seiner Geschichte zunächst 1799 in die Nähe der Tolbooth von Inverkeithing versetzt, um dann 1974 abermals versetzt zu werden. Heute steht es in der Bank Street nahe Thomson’s House. Während der Schaft noch weitgehend dem Originalzustand entspricht, wurde der Aufsatz im Laufe der Jahrhunderte verändert. In der zweiten Hälfte des 20. Jahrhunderts wurde das Bauwerk restauriert.

## Beschreibung
Das Marktkreuz ruht auf einer schlichten gestuften Plinthe mit oktogonalem Grundriss. Diese stammt aus dem 20. Jahrhundert. Darauf ruht ein schmuckloser, oktogonaler Schaft. Das oktogonale Kapitell zeigt zweimal das königliche Wappen, das Wappen des Clans Douglas sowie das Wappen Robert III. und ist mit Rosenbändern ornamentiert. Darauf sitzt eine kubische Sonnenuhr, auf der ein Einhorn ruht. Den Aufbau schuf John Boyd im Jahre 1688.